# 老布僧金巴
老布僧金巴（20世纪？—），汉名包双全，蒙古族，籍贯不详，藏传佛教格鲁派喇嘛，2000年代出任葛根庙住持。

## 生平
2010年4月16日，兴安盟佛教协会第二次代表会议在葛根庙召开。此次会议是1995年兴安盟佛教协会成立以来的首次换届会议。会议选举产生了兴安盟佛教协会第二届理事会，审议通过了修订的《兴安盟佛教协会章程》。葛根庙住持老布僧金巴当选为第二届理事会会长，原会长老布僧希日布扎拉森（原任葛根庙住持）升任名誉会长。
2012年11月8日 ，内蒙古佛教协会机关工作人员在会议室收看了中共十八大开幕式实况，内蒙古佛教协会副会长嘎拉僧希日布、老布僧金巴、澄还法师，秘书长格日勒图、副秘书长宁布、内蒙古佛教学校师生代表等观看。秘书长格日勒图主持了此次观看。